# Leça do Balio
Leça do Balio é uma vila portuguesa do Município de Matosinhos, que foi sede da extinta Freguesia de Leça do Balio que tinha 8,88 km² de área e 17 571 habitantes (2011) donde uma densidade populacional de 1978,7 hab/km². 
A povoação de Leça do Balio foi elevada à categoria de vila em 1999. Até 13 de maio de 1999 a sua designação oficial era Leça do Bailio.
A freguesia de Leça do Balio foi extinta em 2013, no âmbito de uma reforma administrativa nacional, para, em conjunto com Guifões e Custóias, formar uma nova freguesia denominada União das freguesias de Custóias, Leça do Balio e Guifões.

## História
De acordo com várias investigações arqueológicas levadas a cabo na região, existem indícios da existência de monumentos megalíticos em freguesias vizinhas, o que poderá significar que Leça do Balio já era ocupada há milhares de anos, desde o período Neolítico. Indícios de um pequeno castro da idade do Ferro foram também encontrados na elevação de Recarei, hoje Lugar de S. Sebastião.
Encontram-se duas pontes de origem romana que comprovam a presença desta civilização, entre as quais a Ponte da Pedra (hoje de feição medieval), sobre o rio Leça, e outra próxima do Araújo, a Ponte dos Ronfos ou da Azenha (cujos vestigíos são mais evidentes). Da época romana também teria havido a Villa Decia e um templo dedicado a Júpiter (apontado no local onde hoje se situa o mosteiro de Leça).
A região foi sede da antiga Baliagem ou Balia de Leça — couto da Ordem do Hospital — que existiu entre 1123 e 1835. A balia era constituída pelas freguesias de Aldoar, Custóias, Infesta e Leça do Balio. Tinha, em 1801, 2 982 habitantes.

## População
| População da freguesia de Leça do Balio | População da freguesia de Leça do Balio | População da freguesia de Leça do Balio | População da freguesia de Leça do Balio | População da freguesia de Leça do Balio | População da freguesia de Leça do Balio | População da freguesia de Leça do Balio | População da freguesia de Leça do Balio | População da freguesia de Leça do Balio | População da freguesia de Leça do Balio | População da freguesia de Leça do Balio | População da freguesia de Leça do Balio | População da freguesia de Leça do Balio | População da freguesia de Leça do Balio | População da freguesia de Leça do Balio |
| --------------------------------------- | --------------------------------------- | --------------------------------------- | --------------------------------------- | --------------------------------------- | --------------------------------------- | --------------------------------------- | --------------------------------------- | --------------------------------------- | --------------------------------------- | --------------------------------------- | --------------------------------------- | --------------------------------------- | --------------------------------------- | --------------------------------------- |
| 1864                                    | 1878                                    | 1890                                    | 1900                                    | 1911                                    | 1920                                    | 1930                                    | 1940                                    | 1950                                    | 1960                                    | 1970                                    | 1981                                    | 1991                                    | 2001                                    | 2011                                    |
| 1 796                                   | 2 158                                   | 2 651                                   | 2 941                                   | 3 343                                   | 3 158                                   | 4 518                                   | 5 364                                   | 7 172                                   | 8 805                                   | 10 147                                  | 13 681                                  | 14 329                                  | 15 673                                  | 17 571                                  |

| Distribuição da População por Grupos Etários | Distribuição da População por Grupos Etários | Distribuição da População por Grupos Etários | Distribuição da População por Grupos Etários | Distribuição da População por Grupos Etários | Distribuição da População por Grupos Etários | Distribuição da População por Grupos Etários | Distribuição da População por Grupos Etários | Distribuição da População por Grupos Etários | Distribuição da População por Grupos Etários |
| -------------------------------------------- | -------------------------------------------- | -------------------------------------------- | -------------------------------------------- | -------------------------------------------- | -------------------------------------------- | -------------------------------------------- | -------------------------------------------- | -------------------------------------------- | -------------------------------------------- |
| Ano                                          | 0-14 Anos                                    | 15-24 Anos                                   | 25-64 Anos                                   | > 65 Anos                                    |                                              | 0-14 Anos                                    | 15-24 Anos                                   | 25-64 Anos                                   | > 65 Anos                                    |
| 2001                                         | 2 429                                        | 2 140                                        | 8 849                                        | 2 255                                        |                                              | 15,5%                                        | 13,7%                                        | 56,5%                                        | 14,4%                                        |
| 2011                                         | 2 659                                        | 1 688                                        | 10 344                                       | 2 880                                        |                                              | 15,1%                                        | 9,6%                                         | 58,9%                                        | 16,4%                                        |

## Património
- Mosteiro de Leça do Balio ou Igreja do Antigo Mosteiro de Leça do Balio ou Igreja de Santa Maria de Leça do Balio
- Cruzeiro de Leça do Balio
- Capela de São Félix
- Casa de Recarei ou Quinta do Alão (jardins e elementos escultóricos atribuídos a Nicolau Nasoni)
- Quinta de Fafiães (casa, capela e tanque).
- Quinta do Chantre, (Alameda das Tílias, casa, capela, chafarizes do terreiro, janela do jardim e portada)
- Capela de Santana (Leça do Balio)
- Palacete da Ponte da Pedra
- Ponte da Pedra
- Super Bock Casa da Cerveja